# Galina Kudrevatova
Galina Kudrevatova (in russo Галина Кудреватова?; Chabarovsk, 22 gennaio 1957) è un'ex cestista sovietica.

## Carriera
Con l'Unione Sovietica ha disputato i Campionati del mondo del 1986 e i Campionati europei del 1981.